# Carapinheira
Carapinheira ist eine Kleinstadt und Gemeinde in Portugal.

## Geschichte
Funde belegen eine Besiedlung bereits vor Eintreffen der Römer, so in Bandorreira. Die heutige Ortschaft Alhastro geht auf die römisch-phönizische Siedlung Villa de Oleastro zurück, während Lavariz vermutlich nach den germanischen Invasionen im 5. Jahrhundert v. Chr. als Villa Leoderici entstand.
Die erste schriftliche Erwähnung Alhastros stammt aus dem Jahr 954, als der Mozaraber Rodrigues Abulmundar den Ort zusammen mit Tentúgal und Sendelgas dem Kloster Lorvão überschrieb. Nach Abschluss der christlichen Reconquista gab König D. Afonso III. Alhastro Stadtrechte.
Der Ort Carapinheira ist erstmals in einem Schreiben Königs D. Afonso V. vom 16. Juni 1450 dokumentiert, als der von hier stammende João Eanes da Carapinheira zum Wächter des Forstes Botelha à Torre ernannt wurde. Seit dem 16. Jahrhundert finden sich häufige Erwähnungen des Ortes, die eine deutliche wirtschaftliche Entwicklung zeigen, vermutlich in Folge des einsetzenden Maisanbaus.
Seit 1936 ist Carapinheira eine eigenständige Gemeinde im Kreis Montemor-o-Velho. 1990 wurde der Ort zur Kleinstadt (Vila) erhoben.

## Verwaltung
Carapinheira ist Sitz einer gleichnamigen Gemeinde (Freguesia) im Kreis (Concelho) von Montemor-o-Velho, im Distrikt Coimbra. In ihr leben 2613 Einwohner (Stand 19. April 2021).
Folgende Orte liegen in der Gemeinde:
| - Alhastro - Arneiro - Bandorreira - Boleta - Cabeça Gorda - Cabeço - Cabral - Carapinheira - Casal do Além - Casal dos Alhos - Casal da Areia - Casal dos Carrilhos - Casal do Corço - Casal do Frade | - Casal dos Nobres - Casal do Mato - Casal do Meio - Casal dos Moutinhos - Casal do Simão - Casais Prantos - Chãs - Corgo - Cruz de Santo António - Estrada - Fontaínhas - Fonte Cortiça - Lavariz - Lomba | - Malta - Madorno - Monte Areias - Nobrezos - Palheiros - Pelâmes - Pinhal do Cruz - Pinhal de Segundo - Porto Luzío - Quintã - Rego do Rei - S. Geraldo - Valforno - Vale do Negro |

## Sonstiges
- 120 Meter hoher Mast eines Mittelwellensenders bei 40°12'9"N   8°38'1"W.